# VSXV Prince
VSXV Prince (reso graficamente V $ X V PRiNCE), pseudonimo di Ashat Täñırbergenūly Rysbekov (in kazako Асхат Тәңірбергенұлы Рысбеков?; Qazaly, 17 aprile 1990), è un rapper kazako.

## Biografia
VSXV Prince ha pubblicato diversi album in studio a partire dagli anni venti, tra cui 30, uscito nel luglio 2020. La popolarità riscosso dall'LP gli ha permesso di ricevere un premio Evraznijskaja al miglior progetto hip hop. Nervy, reso disponibile per il consumo a partire dal giugno 2021, è stato susseguito dai dischi Novyj (2022) e Papa (2023).
È stato poi impegnato col Big City Tour, che ha attraversato dodici città del Kazakistan, dell'Azerbaigian, del Kirghizistan e dell'Uzbekistan.
VSXV Prince è risultato l'uomo kazako più riprodotto dell'intero 2024 a livello nazionale su Yandex Music, mentre Vkusnyj (2024) è stato l'album di un kazako più popolare nei dodici mesi sul servizio musicale.

## Discografia

### Album in studio
- 2017 – Ne za gorami (con Nukov)
- 2019 – Assorti
- 2020 – KNCNTRT
- 2020 – 30
- 2021 – Nervy
- 2022 – Novyj
- 2023 – Papa
- 2023 – Älippe
- 2024 – Vkusnyj
- 2025 – Satpaeva 32 (con Bollo)

### EP
- 2015 – Vernyj, Vol. 1
- 2015 – 727 (con Aidar BMM)

### Singoli
- 2014 – Razdevajsja
- 2015 – Bol'no, no malo
- 2015 – Miraži
- 2016 – Dymi dym
- 2016 – Den' ili noči
- 2017 – Polomala pacana
- 2018 – Točka ili zapjataja
- 2018 – Aga
- 2019 – Cvety
- 2019 – Vsë budet (con Baller)
- 2019 – Maneken
- 2019 – Ojlaš (con Taspay)
- 2019 – Do-ma (con Guf)
- 2019 – B.E.S.
- 2019 – Vampire
- 2021 – Molodoj, glupyj
- 2021 – Temperatura (con Qontrast)
- 2022 – Vo vsju (con De Lacure, SunThugga e Cali)
- 2022 – Novyj tur
- 2022 – Dom 50 (feat. Kislo-Sladkij & Bonah)
- 2023 – Na 2 ich (con Vitja AK)
- 2023 – Podvodnaja lodka (con Vitja AK)
- 2023 – Golodnaja sobaka
- 2023 – Price (con Nija)
- 2023 – Hey Papa
- 2023 – Eyes (con Nija)
- 2023 – Šaraut (con Guf e Baller)
- 2024 – Jai jatpaimyz (con Shulamah)
- 2024 – Sidi doma (con Bollo)
- 2025 – Vertolët (con Ayrys)
- 2025 – Solnce
- 2025 – Dlja devčonok
- 2025 – Najza